# Beneath the Massacre
Beneath the Massacre — метал-группа из Канады. Музыка группы представляет собой смесь техничного-дэт-метала и брутального дэт-метала. Тематика песен — социально-политическая.

## История группы
Группа создана летом 2004 года. В мае 2005-го коллектив выпустил 5-песенный мини-альбом Evidence Of Inequity на канадском лейбле Galy Records (продюсер — Янник Сен-Аманд (бывший гитарист Despised Icon), звукоинженер — Алан Дюше).
В мае 2006 группа подписала договор с компанией Prosthetic Records. В июне того же года началась работа над дебютным альбомом.
Официальный релиз альбома Mechanics of Dysfunction произошел в феврале 2007-го (продюсер — Янник Сен-Аманд, звукорежиссер — Пьер Ремильяр).
28 октября 2008-го группа выпустила второй полноценный альбом Dystopia, записанный на «The Northern Studio» в Монреале под руководством неизменного продюсера Янника Сен-Аманда, сведен альбом Джейсоном Сюкофом, оформление — Феликс Ранкур.
В апреле 2009 группа была номинирована как «Лучшая андеграундная группа» на Metal Hammer Golden Gods Awards.
12 февраля 2012 года вышел третий полноценный альбом под названием Incongruous на лейбле Prosthetic Records.

## Состав

### Текущий состав
- Эллиот Дезане — вокал (2004–настоящее время)
- Кристофер Бредли — гитара (2004–настоящее время)
- Деннис Бредли — бас-гитара (2004–настоящее время)
- Энтони Барон — ударные (2020- настоящее время)

### Бывшие участники
- Джастин Руссель — ударные (2005–2011)
- Кристиан Пепин — ударные (2004–2005)
- Патрис Амлен — ударные (2012–2019)

## Дискография
Студийные альбомы
- Mechanics of Dysfunction (2007)
- Dystopia (2008)
- Incongruous (2012)
- Fearmonger (2020)

Мини-альбомы
- Evidence of Inequity (2005)
- Marée Noire (2010)